# Тутіра
Тутіра (англ. Lake Tūtira) — озеро на північному сході Нова Зеландії у регіоні Хоукіс Бей. Площа — 1,7 км², максимальна глибина — 40 м. Має дуже невелику площу водозбору, лише 27 км². Озеро утворилося 6500 тому.